# Here's No Peace
Here's No Peace este al II-lea EP al trupei suedeze de black metal Marduk.  Albumul a fost lansat în anul 1997 de  Shadow Records.

## Tracklist
1. "Here's No Peace" – 0:44
2. "Still Fucking Dead" – 3:03
3. "Within the Abyss" – 3:42
4. "In Conspiracy With Satan" (Bathory  cover) - 2:18
5. "Woman of Dark Desires" (Bathory cover)- 4:30

## Componență
- Andreas "Dread" Axelsson   - voce
- Morgan Steinmeyer Håkansson - chitară
- Rikard Kalm  - bas
- Joakim Göthberg - baterie,voce